# Jakob Anderegg

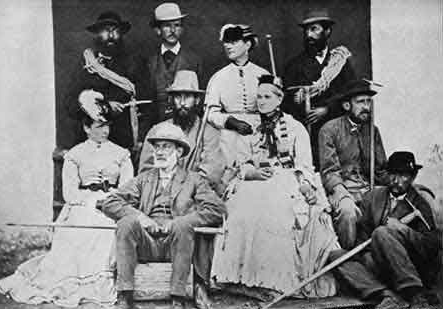
Família Wlker. Em pé: Jakob (extrema esq.), Melchio (extrema dir.)

Jakob Anderegg (Oberwil im Simmental, 11 de março de 1829 — Meiringen, 17 de setembro de 1874) foi um guia de alta montanha suíço.
Em 1864 inicia-se à carreira de guia de alta montanha, paixão que partilha com o seu primo Melchior Anderegg com quem partilha numerosas primeiras ascensões nos Alpes. No seu currículo aparecem primeiras como o Balmhorn e o Rothorn de Zinal (1864), o Piz Roseg (1865), o Gspaltenhorn (1869), etc.

## Ascensões
Muito apreciado - há quem lhe chame o Príncipe dos guias - faz várias ascensões com a aristocracia britânica na chamada idade de ouro do alpinismo com nomes como os ingleses Leslie Stephen,  ou com a família Walker - Horace Walker e/ou  Frank Walker e/ou Lucy Walker - ou o francês Henri Cordier.
- 21 de julho de  1864: Balmhorn com Frank, Lucy e Horace Walker (e Melchior Anderegg)
- 16 de agosto de 1864: cume oeste do Lyskamm com Leslie Stephen, E. N. Buxton e o guia Franz Biner
- 22 de agosto de 1864: Zinalrothorn com Leslie Stephen, Florence Crauford Grove (e  Melchior Anderegg)
- 28 de junho de 1865: vertente SE e aresta noroeste do Piz Roseg com A. W. Moore e Horace Walker
- 6 de julho de 1865: Ober Gabelhorn com  A. W. Moore eHorace Walker
- 9 de julho de 1865: Pigne d'Arolla com  A. W. Moore e Melchior Anderegg
- 15 de julho de 1865: éperon de la Brenva au mont Blanc com George Spencer Mathews, A. W. Moore, Frank e  Horace Walker e Melchior Anderegg
- 10 de julho de 1869: Gspaltenhorn com G. E. Forster e o guia Hans Baumann
- 16 de agosto de 1872: aresta ENE da Grivola com F. T. Pratt-Barlow, S.F. Still e o guia L. Lanier
- 28 de junho de 1876: Aiguille do Plat de la Selle com Henri Cordier e Andreas Maurer
- 15 de julho de 1876: aresta sudeste do Finsteraarhorn com Henri Cordier e o guia Kaspar Maurer
- 31 de julho de 1876: couloir Cordier na face norte da aiguille Verte com Henri Cordier, Thomas Middlemore, J. O. Maund e  os guias Andreas Maurer e  Johann Jaun
- 4 de agosto de 1876: voie Cordier na face norte das Courtes com Henri Cordier, Thomas Middlemore, J. O. Maund e os guias Andreas Maurer e  Johann Jaun
- 7 de junho de 1877: Le Plare , com Henri Cordier (que morreu na descida) e o guia Andreas Maurer